# Ляудона
Ля́удона (латыш. Ļaudona, в др. русск. источниках — Левдуна) — населённый пункт в Мадонском крае Латвии. Административный центр Ляудонской волости. Находится на реке Айвиексте у региональной автодороги P82 (Яункалснава — Лубана). Расстояние до города Мадона составляет около 18 км.
По данным на 2017 год, в населённом пункте проживало 553 человека. Есть волостная администрация, средняя школа, детский сад, библиотека, дом культуры, почтовое отделение, православная Церковь Иоанна Предтечи (1863).

## История
В 1274 году на реке Айвиексте в устье Светупе архиепископ Рижский построил Латгальскую крепость. Во время Ливонской войны крепость была разрушена.
В советское время населённый пункт был центром Ляудонского сельсовета Мадонского района. В селе располагалась центральная усадьба совхоза им. Кирова.